# Selenia ornata
Selenia ornata är en fjärilsart som beskrevs av Barnes och Mcdunnough 1914. Selenia ornata ingår i släktet Selenia och familjen mätare. Inga underarter finns listade i Catalogue of Life.